# David Tanabe
David Tanabe (* 19. Juli 1980 in White Bear Lake, Minnesota) ist ein ehemaliger US-amerikanischer Eishockeyspieler, der im Verlauf seiner aktiven Karriere zwischen 1998 und 2008 unter anderem 456 Spiele für die Carolina Hurricanes, Phoenix Coyotes und Boston Bruins in der National Hockey League (NHL) auf der Position des Verteidigers bestritten hat.

## Karriere
Tanabe gehörte zu den ersten US-amerikanischen High-School-Schülern, die zusammen im National Team Development Program des US-amerikanischen Eishockeyverbandes USA Hockey trainierten und spielten. Nach seinem High-School-Abschluss in Ann Arbor zog es Tanabe an die University of Wisconsin–Madison. Der Verteidiger wurde während des NHL Entry Draft 1999 als 16. Spieler insgesamt von den Carolina Hurricanes aus der National Hockey League (NHL) ausgewählt.
Bereits während seines ersten NHL-Spiels für Carolina erzielte er sein erstes Profitor gegen die Calgary Flames. Schnell wurde der Verteidiger zu einer festen Größe in der NHL. In der Saison 2003/04 spielte er, nachdem er gemeinsam mit Igor Knjasew für Daniil Markow und einem Drittrunden-Wahlrecht im NHL Entry Draft 2004 getauscht worden war, für die Phoenix Coyotes. Anschließend ging er in der Saison 2004/05 während der ausgefallenen NHL-Saison zu den Schweizer Nationalligisten SC Rapperswil-Jona und Kloten Flyers.
Zur Spielzeit 2005/06 kehrte der US-Amerikaner in die NHL zurück, lief allerdings nur noch bis November 2005 für die Coyotes auf Punktejagd. In einem abermaligen Transfer wurde er für Dave Scatchard zu den Boston Bruins geschickt. Im Sommer 2006 wurde der Defensivspieler ein sogenannter Restricted Free Agent. Jedoch wollten ihn die Boston Bruins Anfang August wegen seines Gehalts von 1,275 Millionen US-Dollar, das ihm von einem Schiedsgericht zugesichert worden war, nicht weiter beschäftigen. Nach dem NHL Collective Bargaining Agreement (CBA) wurde Tanabe dadurch unmittelbar zu einem Unrestricted Free Agent, woraufhin er Ende August von seinem langjährigen Ex-Klub Carolina Hurricanes verpflichtet wurde. Im Dezember 2007 erlitt Tanabe eine schwere Gehirnerschütterung in einem Spiel gegen die Toronto Maple Leafs. Nach fast einem Jahr ohne weiteren Einsatz gab Hurricanes-Manager Jim Rutherford im Oktober 2008 bekannt, dass das Franchise Tanabe 850.000 Dollar über die nächsten drei Jahre zahlen werde, nachdem ihm von Ärzten empfohlen wurde, seine Karriere zu beenden.

### International
Für sein Heimatland nahm Tanabe im Juniorenbereich an der World U-17 Hockey Challenge 1997 und der U20-Junioren-Weltmeisterschaft 1999 teil. Bei den Senioren spielte er bei der Weltmeisterschaft 2001 in Deutschland und dem Deutschland Cup 2004 für die US-Amerikaner.

## Erfolge und Auszeichnungen
- 1999 WCHA All-Rookie Team
- 2002 Teilnahme am NHL YoungStars Game

## Karrierestatistik

### International
Vertrat die USA bei:
- World U-17 Hockey Challenge 1997
- U20-Junioren-Weltmeisterschaft 1999
- Weltmeisterschaft 2001

(Legende zur Spielerstatistik: Sp oder GP = absolvierte Spiele; T oder G = erzielte Tore; V oder A = erzielte Assists; Pkt oder Pts = erzielte Scorerpunkte; SM oder PIM = erhaltene Strafminuten; +/− = Plus/Minus-Bilanz; PP = erzielte Überzahltore; SH = erzielte Unterzahltore; GW = erzielte Siegtore; 1 Play-downs/Relegation; Kursiv: Statistik nicht vollständig)